# 吳情
吳情（1504年—1574年），原名吳汝感，字以中，号泽峰，直隸無錫縣（今江蘇無錫市）人，明朝探花、政治人物。

## 生平
嘉靖十年（1531年），吳汝感中式應天府鄉試中式第十二名舉人，改名吳情，嘉靖二十三年（1544年）甲辰科會試第七十三名，殿試原取為狀元，明世宗不喜，曰：「無情豈宜居第一？」，世宗又以各地旱災需雨，取名字吉利的秦鳴雷為狀元，改吳為第三名進士。
授翰林院編修，二十四年閏正月丁父憂。歷任右春坊右谕德，兼翰林院侍讀。嘉靖四十年（1561年）七月，吴情与翰林侍读胡杰同为应天府乡试考官。礼科给事中丘岳等弹劾吴情更改录文、偏袒家乡学子，结果吴、胡二人皆被调往外省。吴情任广东市舶提举，胡杰任广平府通判。很久以后，此案才得以平反。吳情致仕歸鄉。

## 家族
曾祖吳貫；祖父吳程；父吳亨，號钝斋，萬曆二十四年卒，年六十二。母徐氏。重庆下。弟吴懷、吴惺、吴恒、吴忱、吴惇。